# 凱蘭國家公園
10°08′N 0°37′E / 10.13°N 0.62°E
凱蘭國家公園是多哥的國家公園，位於該國北部卡拉區，成立於1950年9月28日，面積690平方公里，該地區有非洲象、河馬、彎角羚和214種鳥類棲息。